# أرماندو ويلا
أرماندو لينين ويلا كانغا لاعب كرة قدم إكوادوري من مواليد 12 مايو 1985م، يلعب حالياً في نادي النصر السعودي بمركز المهاجم
و يحمل الرقم 7
كانت بداياته مع نادي ديبورتيفو كوينكا الإكوادوري وانتقل في موسم 2010 إلى نادي إنديبندينتي الإكوادوري و بعدها في موسم 2011 انتقل إلى نادي بارسلونا الإكوادوري الذي أعاره إلى نادي بويبلا المكسيكي و انتقل بعدها في موسم 2012 إلى نادي إل دي يو لوخا الإكوادوري و أعاره في عام 2014 إلى نادي يونيفرسيداد كاتوليكا الإكوادوري الذي شهد تألق هذا اللاعب وبعد أعير مع بداية موسم 2015 إلى نادي النصر السعودي
مثل منتخب الإكوادور في موسم 2014.

## وصلات خارجية
- أرماندو ويلا على موقع قاعدة بيانات كرة القدم.إي يو (الإنجليزية)
- أرماندو ويلا على موقع ناشيونال فوتبول تيمز (الإنجليزية)
- أرماندو ويلا على موقع Soccerway.com (الإنجليزية)

1. ↑  "معلومات عن أرماندو ويلا على موقع fbref.com". fbref.com. مؤرشف من الأصل في 2021-06-26.
2. ↑  "معلومات عن أرماندو ويلا على موقع national-football-teams.com". national-football-teams.com. مؤرشف من الأصل في 2023-05-24.
3. ↑  "معلومات عن أرماندو ويلا على موقع bdfa.com.ar". bdfa.com.ar. مؤرشف من الأصل في 2022-06-15.